# Moko (tatuaż)

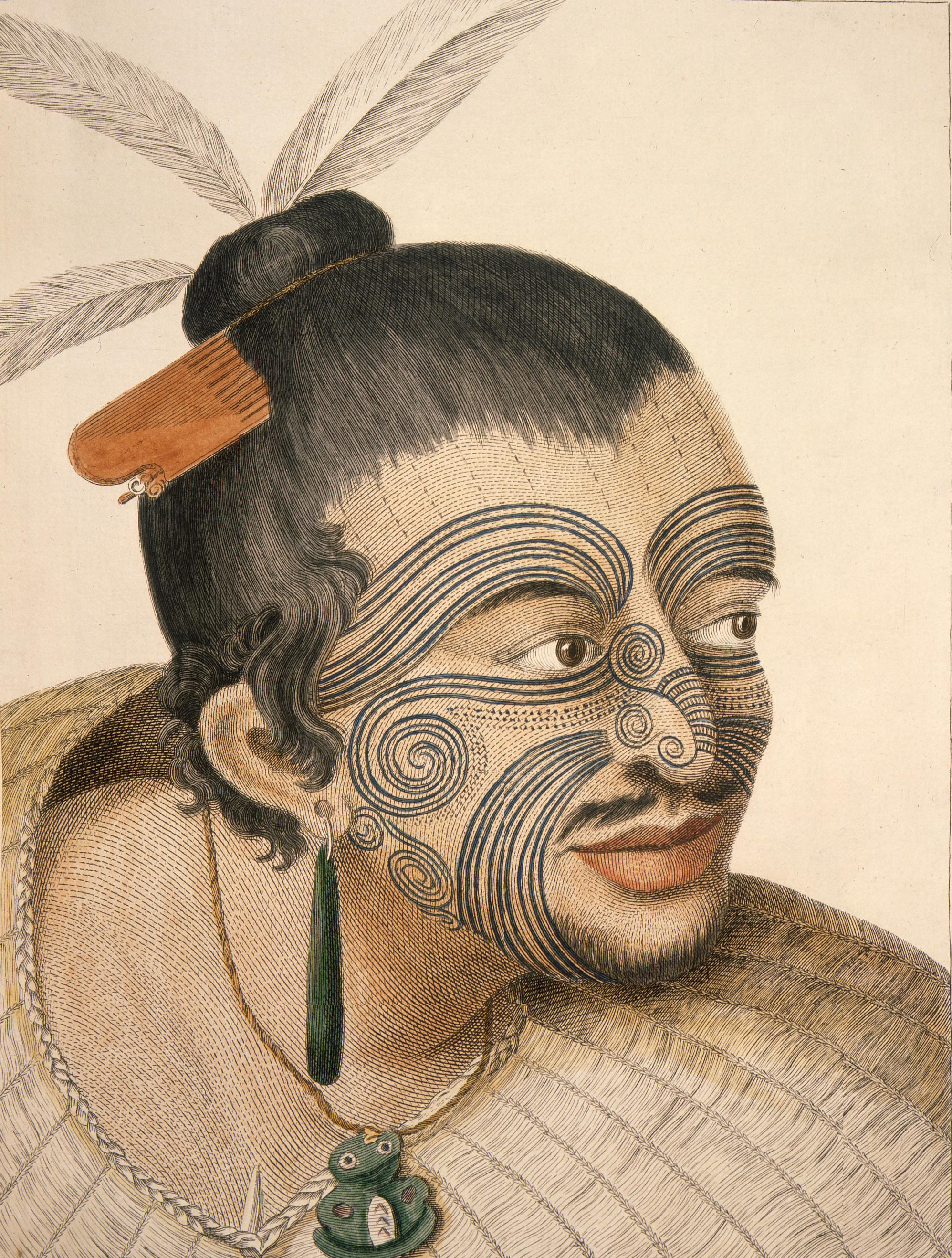
Wódz maoryski z twarzą przyozdobioną tatuażem moko

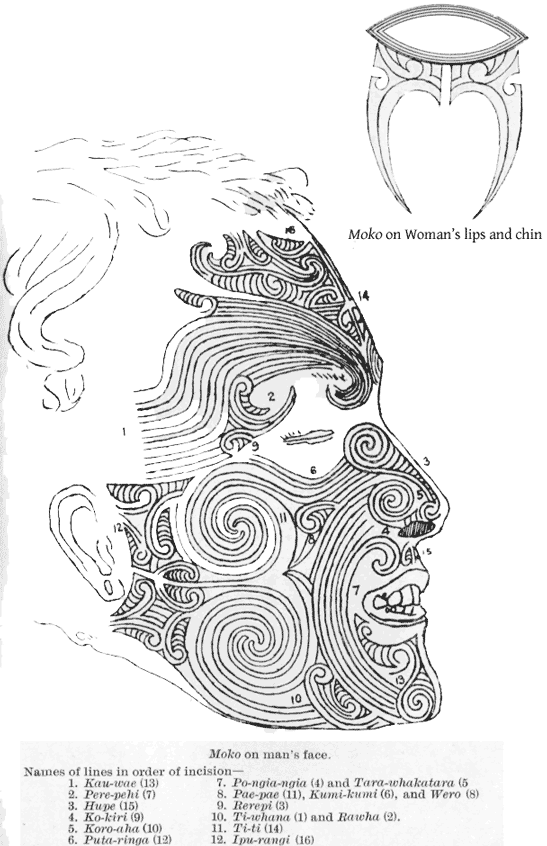
Moko na rycinie z 1908 r.

Moko (maor. tā moko) – tradycyjny maoryski tatuaż ciała i twarzy. Jeden z elementów tożsamości i dziedzictwa narodowego autochtonicznej ludności Nowej Zelandii.
Tatuowanie twarzy jest powszechne wśród wszystkich mieszkańców Polinezji. Na Nowej Zelandii zwyczaj moko był wyrazem statusu społecznego, m.in. ze względu na koszt jego wykonania był dostępny tylko dla wodzów plemiennych i znamienitych wojowników. Co do zasady prawo do moko posiadali tylko mężczyźni, aczkolwiek kobiety czasem miały tatuowane okolice ust i brody (tych tatuaży nie nazywano moko).
Po zakończeniu „wojny muszkietów” (patrz wojny maoryskie), które doprowadziły do wyniszczenia części klanów oraz do ogólnego upadku kultury Maorysów, stopniowo odchodzono od moko aż do zupełnego zaniechania jego stosowania pod koniec XIX w.